# Bitterzoetgalmug
De bitterzoetgalmug (Contarinia solani) is een muggensoort uit de familie van de galmuggen (Cecidomyiidae). De wetenschappelijke naam van de soort is voor het eerst geldig gepubliceerd in 1892 door Rübsaamen.